# Vicente Aguilar Cubero
Vicente Aguilar Cubero (Cartago, 5 de abril de 1808 - San José, 26 de abril de 1861) fue un político y empresario  español primero, costarricense luego de la independencia. Fue hijo de José Alejo Aguilar y Joaquina Cubero Escalante. Casó el 27 de enero de 1839 con María Dolores Salazar y Aguado.
Se dedicó al cultivo del café y al comercio y llegó a ser uno de los hombres más ricos del país. Durante varios años tuvo una sociedad comercial con Juan Rafael Mora Porras, Presidente de la República de 1849 a 1859. Fue tio de Jenaro Bonilla Aguilar.
Desempeñó varios cargos públicos, entre ellos los de Magistrado de la Corte Suprema de Justicia, Vicepresidente de la República y Presidente del Congreso (septiembre-octubre de 1856), Ministro de Hacienda, Guerra, Marina y Caminos (1859-1860), Segundo Designado a la Presidencia (1860-1861) y Secretario de Hacienda, Guerra, Marina y Caminos (1860-1861).